# Монастырь Святого Франциска Ассизского (Гавана)
Монастырь Святого Франциска Ассизского (исп. Convento de San Francisco de Asís) — католический монастырь в Гаване, Куба.

## История
Строительство монастыря началось в 1548 году, незадолго после прибытия первых испанцев-католиков в Новый Свет. Изначально на площади располагался городской рынок, но монахи начали жаловаться на шум и тот был перенесен на Старую Площадь. В 1608 началось полноценное строительство церкви, в котором участвовали монахи. В церкви хоронили всю колониальную знать (вплоть до появления первого кладбища). В 1680 и 1692 здание церкви и монастыря сильно пострадали после штормов, а в 1698 башня церкви обрушилась. В XVII веке монахи-францисканцы начали обучать при монастыре грамматике, математике, философии и теологии. В 1731 (по другим данным — в 1719) началась реконструкция монастыря. Именно в это время он получил современный облик в стиле барокко. Фасад расположился на улице Calle Oficios, где ныне стоят три каменные статуи: Непорочного Зачатия, Святого Франциска Ассизского и Святого Доминика де Гусмана.
В 1840-х, после осады Гаваны британцами, монастырь опустел из-за «осквернения протестантами», В 1841 он перешёл под контроль Испанского Колониального правительства и монахи переехали в относительно близкую церковь Сан-Августин. После этого церковь и монастырь стали использоваться как офис таможни и генерального архива.
В 1907 монастырь перешёл Главному управлению почт и телеграфов. В 1941—1944 годах проводилась реставрация под руководством архитектора Хулио Алемани. В 1957 здание вновь опустело после переезда Министерства связи.
После революции 1959 года здание монастыря получило статус Музея колониальной истории, и в его коллекцию вошли многие исторические предметы религиозного характера. После объявления Старой Гаваны частью Всемирного наследия ЮНЕСКО в 1982 году в церкви регулярно проходят концерты классической музыки. В задней части здания был разбит сад в честь Матери Терезы Калькуттской.